# Sema Çalışkan
Sema Çalışkan (ur. 24 lipca 1996 r. w Şanlıurfie) – turecka bokserka, brązowa medalistka mistrzostw świata, dwukrotnie srebrna medalistka mistrzostw Europy. Występowała w kategoriach od 60 do 75 kg.

## Kariera
W 2016 roku zdobyła srebrny medal w kategorii do 69 kg podczas mistrzostw Europy w Sofii. W pierwszej rundzie pokonała Chorwatkę Jovanę Vučić, a w ćwierćfinale wygrała niejednogłośnie z Finką Eliną Gustafsson. W walce o finał okazała się lepsza od Tetiany Petrowicz. W decydującym pojedynku przegrała z reprezentantką Azerbejdżanu Eleną Vystropovą 0:2.
Dwa lata później w czerwcu ponownie zdobyła srebrny medal na mistrzostwach Europy w Sofii, tym razem w kategorii do 64 kg. W ćwierćfinale wygrała z Antonią Aksjonową z Białorusi 5:0, w półfinale z Rosjanką Ekateriną Dynnik 3:2. W finale przegrała z Bułgarką Melisą Jonuzową 0:5. W listopadzie tego samego roku zdobyła brązowy medal na mistrzostwach świata w Nowym Delhi po porażce w półfinale z Ukrainką Mariją Bową 1:4. W ćwierćfinale wygrała z Australijką Jessicą Messiną.
Pod koniec sierpnia 2019 roku zdobyła brązowy medal na mistrzostwach Europy w Alcobendas. W półfinale przegrała z Francuzką Maïvą Hamadouche.